# FOXJ2
FOXJ2‏ (Forkhead box J2) هوَ بروتين يُشَفر بواسطة جين FOXJ2 في الإنسان.